# Emilio Belmonte
Emilio Belmonte (Montevideo, 26 maggio 1972) è un allenatore di calcio ed ex calciatore italiano, di ruolo attaccante.

## Carriera

### Giocatore
Con la Reggina ha militato in prima squadra dal 1991 al 1995, disputando quattro campionati di Serie C1 e conquistando una promozione in Serie B nella stagione 1994-1995.
Conta 8 presenze ed una rete in Serie A con la Salernitana allenata da Delio Rossi, esordendovi il 17 ottobre 1998 in Parma-Salernitana (2-0), ma anche alcune presenze e una rete in Serie B con Treviso e Pistoiese.
Nella stagione 2000-2001, acquistato dal Palermo nell'ultimo giorno di calciomercato, ha disputato 25 presenze, segnando 4 gol, nel campionato vinto dalla squadra rosanero.
Nella stagione 1997-1998 alla Nocerina ha realizzato 14 reti nella Serie C1 1997-1998, conquistando i play-off per la Serie B, perdendo poi in finale contro la Ternana. Con la squadra rossonera disputa successivamente (tra il 2001 e il 2003) altri due campionati, uno in Serie C1 e un altro in Serie C2.
In carriera ha pure vestito le maglie di Fermana, Fasano, Bisceglie, Benevento e Vigor Lamezia.
Ha concluso la sua carriera in serie D giocando prima nel Cosenza e poi nell'Alessandria.

### Allenatore
Dal 2007 è rientrato alla Reggina divenendo prima collaboratore tecnico per la prima squadra e dalla stagione 2010-2011 allenatore dei Giovanissimi Nazionali dopo aver allenato i Giovanissimi regionali nella stagione 2009-2010.

## Palmarès

### Giocatore

#### Competizioni nazionali
- Serie C1: 2

Reggina: 1994-1995
Palermo: 2000-2001